# The Final Round
The Final Round, conocido en Japón como Hādo Panchā - Ketsumamire no Eikō - (ハードパンチャー - 血まみれの栄光 -?  trad. "Hard Puncher - Gloria ensangrentada -"), es un videojuego de boxeo para arcade lanzado por Konami en 1988 y relanzado por Taito en 2001.
El jugador puede seleccionar uno de los dos boxeadores, y enfrentar a otro boxeador en una pelea a tres asaltos. Si el jugador gana, se enfrentará al siguiente oponente, escalando posiciones en la KBA (Asociación de boxeo de Konami) a lo largo del juego. Si el jugador pierde, podrá insertar otra moneda (coin) para otra oportunidad (revancha). Las peleas pueden ser ganadas por Nocaut, Nocaut técnico o por decisión de los jueces.